# Eddie De Block
Eddie Jan Louis De Block (Asse, 27 mei 1967) is een Belgisch arts en politicus voor de Open Vld.

## Levensloop
Hij groeide op in een gezin met drie kinderen en is de jongere broer van Maggie De Block. Op 2,5-jarige leeftijd werd hij halfwees na het overlijden van zijn vader in een verkeersongeluk. Zijn secundair onderwijs doorliep De Block aan het Koninklijk Atheneum van Laken. Vervolgens studeerde hij geneeskunde aan de Vrije Universiteit Brussel, alwaar hij zich specialiseerde in de arbeidsgeneeskunde.
Op zijn 14e werd hij, onder invloed van zijn schoonbroer Luc Asselman, politiek actief in de PVV jongeren. Bij de Merchtemse gemeenteraadsverkiezingen van 1994 behaalde hij 852 voorkeurstemmen vanop de 17e plaats met de slogan Geef hem de kans!. Na deze verkiezingen werd hij aangesteld als OCMW-voorzitter. Bij de daaropvolgende gemeenteraadsverkiezingen van 2000 werd hij verkozen in de gemeenteraad vanuit de 5e plaats op de kieslijst met 1852 voorkeurstemmen. Hij vormde een coalitie met de lokale partij Burger en werd aangesteld als burgemeester. De twee daarop volgende legislaturen behaalde hij bij de lokale verkiezingen telkens een absolute meerderheid, in 2006 in kartel met Gemeentebelangen en in 2012 met Gemeentebelangen en sp.a. Na de gemeenteraadsverkiezingen van 2018 werd hij in 2019 opgevolgd door Maarten Mast als burgemeester van Merchtem.
Van beroep is hij Medisch directeur en preventieadviseur bij Cohezio.